# Sir Ignatius Kilage Stadium
Sir Ignatius Kilage Stadium – stadion piłkarski w Lae w Papui-Nowej Gwinei. Stadion może pomieścić 1500 widzów. Ma nawierzchnię trawiastą.